# Akhira
Akhira ou al-ʾākhira (arabe : الآخِرة [al-ʾāḫira], la « fin des temps ») est un terme arabe qui désigne « le jugement dernier », le jour où tout le monde se réunira et sera jugé par Allah (Dieu).
Ce mot s'oppose à  al-dunyâ qui désigne « ici-bas », le monde où l'on vit cessera d'exister.